# 塞尔索·阿莫里姆
塞尔索·阿莫里姆（Celso Luiz Nunes Amorim，1942年6月3日—），巴西外交家。1993-1995年、2003-2011年两度任巴西外交部长。在其任内努力推动巴西加入联合国常任理事国、推动南方共同市场地区发展的平衡化，并积极发展同中国的关系。在其倡议下巴西与俄罗斯、印度和中国结成金砖四国，他认为这会对未来世界的权利分配产生重大影响。他还主张在气候变化问题上发展中国家积极发挥作用，也批判了一些发达国家的作为。
阿莫里姆生于圣保罗州桑托斯，于里约布兰科学院毕业，后获维也纳外交学院博士学位。他曾任里约布兰科学院葡萄牙语教授、巴西利亚大学政治与国际关系学教授。1987年，他被任命为国际事务书记处科学和技术部部长。1989年被选为在对外关系部文化事务总干事。1990年后成为经济事务主管。1993年，他被晋升为巴西外交事务机构秘书长。卢拉任期内他曾任驻英国大使。2011年8月11日起就任巴西国防部长。